# Czesław Malec
Czesław Malec (Kremenec', 26 giugno 1941 – Assevent, 18 luglio 2018) è stato un cestista polacco.

## Carriera
Con la Polonia ha disputato i Giochi olimpici di Città del Messico 1968, i Campionati mondiali del 1967 e due edizioni dei Campionati europei (1965, 1967).

## Palmarès
- Campionato polacco: 3

Wisła Cracovia: 1961-62, 1963-64, 1967-68